# Idaea jugaria
Idaea jugaria là một loài bướm đêm trong họ Geometridae.